# 阔羽肠蕨
阔羽肠蕨（学名：Diplaziopsis brunoniana）为蹄盖蕨科肠蕨属下的一个种。

## 扩展阅读
- 維基物種上的相關：阔羽肠蕨